# Фунт Родезії та Ньясаленду
Фунт Родезії та Ньясаленду (англ. Rhodesia and Nyasaland pound) — грошова одиниця Федерації Родезії і Ньясаленду в 1956–1963 роках, також після припинення існування Федерації був в обігу у Південній Родезії, Північній Родезії та Ньясаленді у 1964 році.
Після проголошення Ньясаленду республікою Малаві фунт Родезії та Ньясаленду був в обігу липні-листопаді 1964 року до введення малавійського фунту.
Після проголошення Північної Родезії республікою Замбія фунт Родезії та Ньясаленду був в обігу жовтні-листопаді 1964 року до введення замбійського фунту.
Після проголошення Південної Родезії республікою Родезія фунт Родезії та Ньясаленду був в обігу до листопаду 1964 року до введення родезійського фунту.
Фунт Родезії та Ньясаленду за британським зразком поділявся на 12 шилінгів, чи 240 пенсів.

## Історія
До створення Банку Родезії і Ньясаленда роль емісійного центру виконувала Валютна рада Центральної Африки, що випускав як єдину валюту Федерації південнородезійскій фунт.
У 1955 році був створений центральний банк Федерації Родезії і Ньясаленду — Банк Родезії та Ньясаленду, який почав операції в 1956 році.
У 1956 році введена нова грошова одиниця федерації, фунт Родезії та Ньясаленду, який дорівнював фунту стерлінгів. Обмін південнородезійскіх фунтів на фунти Родезії і Ньясаленда проводився за курсом 1:1.
Після розпаду Федерації 31 грудня 1963 року фунт продовжував використовуватися на всіх трьох територіях, що входили раніше в федерацію (Південна Родезія, Північна Родезія та Ньясаленд). У 1964 році Північна Родезія стає республікою Замбія, Ньясаленд — республікою Малаві. 16 листопада 1964 року в Південній Родезії, Замбії і Малаві розпочинається вилучення банкнот Банку Родезії та Ньясаленду і випуск національних валют: родезійського фунту, замбійського фунту і малавійського фунту. Обмін на всіх трьох територіях проводився за курсом 1:1.
1 липня 1965 року банкноти Родезії і Ньясаленда втратили силу платіжного засобу, а Банк Родезії та Ньясаленду був ліквідований. Активи і пасиви банку поділені між трьома новими центральними банками — Резервним банком Родезії, Банком Замбії і Резервним банком Малаві. 25 січня 1966 року одночасно в трьох країнах почалося карбування монет, які замінили в обігу монети Родезії та Ньясаленду.

## Монети
Карбувалися монети в 1/2, 1, 3, 6 пенсів, 1, 2 шилінги, а також 1/2 крони.
| Зовнішній вигляд | Номінал   | Діаметр | Вага   | Матеріал              | Гурт      | Аверс | Реверс | Роки карбування |
|                  | 1/2 пенні | 21 мм   | 3,0 г  | бронза                | гладкий   | В центрі монети отвір, з обох сторін якого жирафи, над отвором королівська корона. По колу напис англійською «QUEEN ELIZABETH THE SECOND» | В центрі монети отвір, навколо якого номінал монети прописом «HALF PENNY». Відокремлено гілочками від внутрішньої частини по колу розміщено напис «RHODESIA AND NYASALAND». Також на реверсі позначений рік карбування. | 1955 — 1964     |
|                  | 1 пенні   | 27 мм   | 6,3 г  | бронза                | гладкий   | В центрі монети отвір, з обох сторін якого слони, над отвором королівська корона. По колу напис англійською «QUEEN ELIZABETH THE SECOND»  | В центрі монети отвір, навколо якого номінал монети прописом «ONE PENNY». Відокремлено гілочками від внутрішньої частини по колу розміщено напис «RHODESIA AND NYASALAND». Також на реверсі позначений рік карбування.  | 1955 — 1963     |
|                  | 3 пенси   | 16,3 мм | 1,4 г  | мідно-нікелевий сплав | рубчастий | На аверсі портрет королеви Єлизавети ІІ. По колу напис англійською «QUEEN ELIZABETH THE SECOND»                                           | Зображення квітки глоріоси. По колу напис (номінал монети та назва країни) «THREE PENCE. RHODESIA AND NYASALAND». Літерами «P.V.» позначено художника. Також на реверсі позначений рік карбування.                      | 1955 — 1964     |
|                  | 6 пенсів  | 19,4 мм | 2,8 г  | мідно-нікелевий сплав | рубчастий | На аверсі портрет королеви Єлизавети ІІ. По колу напис англійською «QUEEN ELIZABETH THE SECOND»                                           | Лев, що стоїть на скелі. По колу напис (номінал монети та назва країни) «SIX PENCE. RHODESIA AND NYASALAND». Також на реверсі позначений рік карбування.                                                                | 1955 — 1963     |
|                  | 1 шилінг  | 23,6 мм | 5,7 г  | мідно-нікелевий сплав | рубчастий | На аверсі портрет королеви Єлизавети ІІ. По колу напис англійською «QUEEN ELIZABETH THE SECOND»                                           | Шаблеріг чорний. Також на реверсі позначений рік карбування. | 1955 — 1957     |
|                  | 2 шилінга | 28,4 мм | 11,2 г | мідно-нікелевий сплав | рубчастий | На аверсі портрет королеви Єлизавети ІІ. По колу напис англійською «QUEEN ELIZABETH THE SECOND»                                           | Орел, що тримає рибу. Також на реверсі позначений рік карбування. | 1955 — 1957     |
|                  | 1/2 крони | 32,3 мм | 14,2 г | мідно-нікелевий сплав | рубчастий | На аверсі портрет королеви Єлизавети ІІ. По колу напис англійською «QUEEN ELIZABETH THE SECOND»                                           | Герб Федерації Родезії і Ньясаленду. По колу напис (номінал монети та назва країни) «HALF CROWN. RHODESIA AND NYASALAND», а також монограма королеви «EIIR». Також на реверсі позначений рік карбування.                | 1955 — 1957     |

## Банкноти
Випускалися банкноти в 10 шилінгів, 1, 5, 10 фунтів.

## Деномінація фунта Родезії та Ньясаленду
| Країна           | Рік заміни | Нова грошова одиниця | Курс обміну |
| Замбія           | 1964       | замбійський фунт     | 1 :1        |
| Малаві           | 1964       | малавійський фунт    | 1 :1        |
| Південна Родезія | 1964       | родезійський фунт    | 1 :1        |